# Cerenova
Cerenova è una località costiera del Lazio nella città metropolitana di Roma, amministrativamente facente parte del comune di Cerveteri; è nota anche con il nome commerciale di Cerenova Costantica, attribuitole a scopo pubblicitario in occasione delle campagne televisive e a mezzo stampa in cui venivano presentati i manufatti edilizi ivi ubicati.
Sorge sul mar Tirreno lungo via Aurelia a circa 40 km nord-ovest di Roma e, insieme a Campo di Mare, costituisce la frazione comunale di Marina di Cerveteri; confina a nord e nord-est con la frazione concittadina di Furbara e a sud-est con il comune di Ladispoli.

## Storia
Il centro, nato alla fine degli anni sessanta da una lottizzazione turistica e di villeggiatura di lusso (denunciata dall'allora PCI come speculazione edilizia e contrapposta a quella più popolare su intensivi d'abitazione pianificata in frazione Ladispoli, all'epoca non ancora comune autonomo) consistente in villini mono e bi-familiari su terreni della famiglia Ruspoli, già dai primi anni settanta vide l'installazione di alcune famiglie abbienti provenienti in gran parte dalla Capitale.
Meta di villeggianti anche stranieri, conobbe una grande espansione demografica allorquando la creazione della stazione di Marina di Cerveteri, che rese agevole lo spostamento verso Roma, indusse molti abitanti della Capitale a fissare la propria residenza in tali fabbricati e ad abitare il complesso lungo tutto l'arco dell'anno.
Successivi servizi pubblici sorsero a cavallo tra gli anni settanta e ottanta, tra cui scuole d'infanzia e primarie, ufficio postale nella frazione di Marina di Cerveteri lungo via di Settevene Palo e caserma dei Carabinieri in località Campo di Mare mentre esisteva a servizio dei residenti, già dalla fine degli anni settanta, un'agenzia del Banco di Santo Spirito che fu anche oggetto di rapina nel giugno 1979.
Nel 1980 Cerenova fu anche la località di partenza della quindicesima edizione della corsa ciclistica Tirreno-Adriatico.
Paolo Flores d'Arcais, dalle colonne di Repubblica nel 1987, definì la lottizzazione di Cerenova come paradigmatica del perseguimento in scala ridotta del benessere campestre a misura di chi non è abbiente a sufficienza per permettersi esclusive sistemazioni non circondate da altro cemento.

## Trasporti
Cerenova è servita dalla stazione F.S. Marina di Cerveteri lungo la Roma-Pisa, con passaggi ogni 16 minuti.
Su gomma è raggiungibile altresì da via Aurelia all'altezza dell'incrocio con via Fontana Morella, nonché tramite l'uscita Cerveteri-Ladispoli dell'A12 Roma-Civitavecchia.
La località si trova a circa 30 km a nord-ovest dell'aeroporto di Fiumicino, raggiungibile tramite la citata A12 in direzione Roma fino all'innesto dell'autostrada per Fiumicino; circa 25 km a nord-ovest si trova invece il porto di Civitavecchia, raggiungibile sempre tramite l'A12.